# Akagoma (vattendrag i Ngozi)
Akagoma är ett vattendrag i Burundi.   Det ligger i provinsen Ngozi, i den norra delen av landet, 70 kilometer nordost om huvudstaden Bujumbura.
Omgivningarna runt Akagoma är en mosaik av jordbruksmark och naturlig växtlighet. Runt Akagoma är det tätbefolkat, med 427 invånare per kvadratkilometer.